# 1770年代
| 千纪： | 2千纪                                                                                            |
| 世纪： | 17世纪 \| 18世纪 \| 19世纪                                                                       |
| 年代： | 1740年代 \| 1750年代 \| 1760年代 \| 1770年代 \| 1780年代 \| 1790年代 \| 1800年代                 |
| 年份： | 1770年 \| 1771年 \| 1772年 \| 1773年 \| 1774年 \| 1775年 \| 1776年 \| 1777年 \| 1778年 \| 1779年 |

1770年代是指1770年至1779年的十年。

## 出生

### 1770年
- 1月14日——波蘭親王亞當·耶日·恰爾托雷斯基出生於華沙。
- 1月19日——王得祿，清代出身台灣者中官銜最高者，於道光十八年(1838年)加太子太保銜。(1841年逝世)。